# جوندا
جوندا (به اسپانیایی: Juneda) یک منطقهٔ مسکونی در اسپانیا است که در گاریگوس واقع شده‌است. جوندا ۴۷٫۳ کیلومتر مربع مساحت دارد ۲۶۴ متر بالاتر از سطح دریا واقع شده‌است.